# 東門町 (嘉義市)

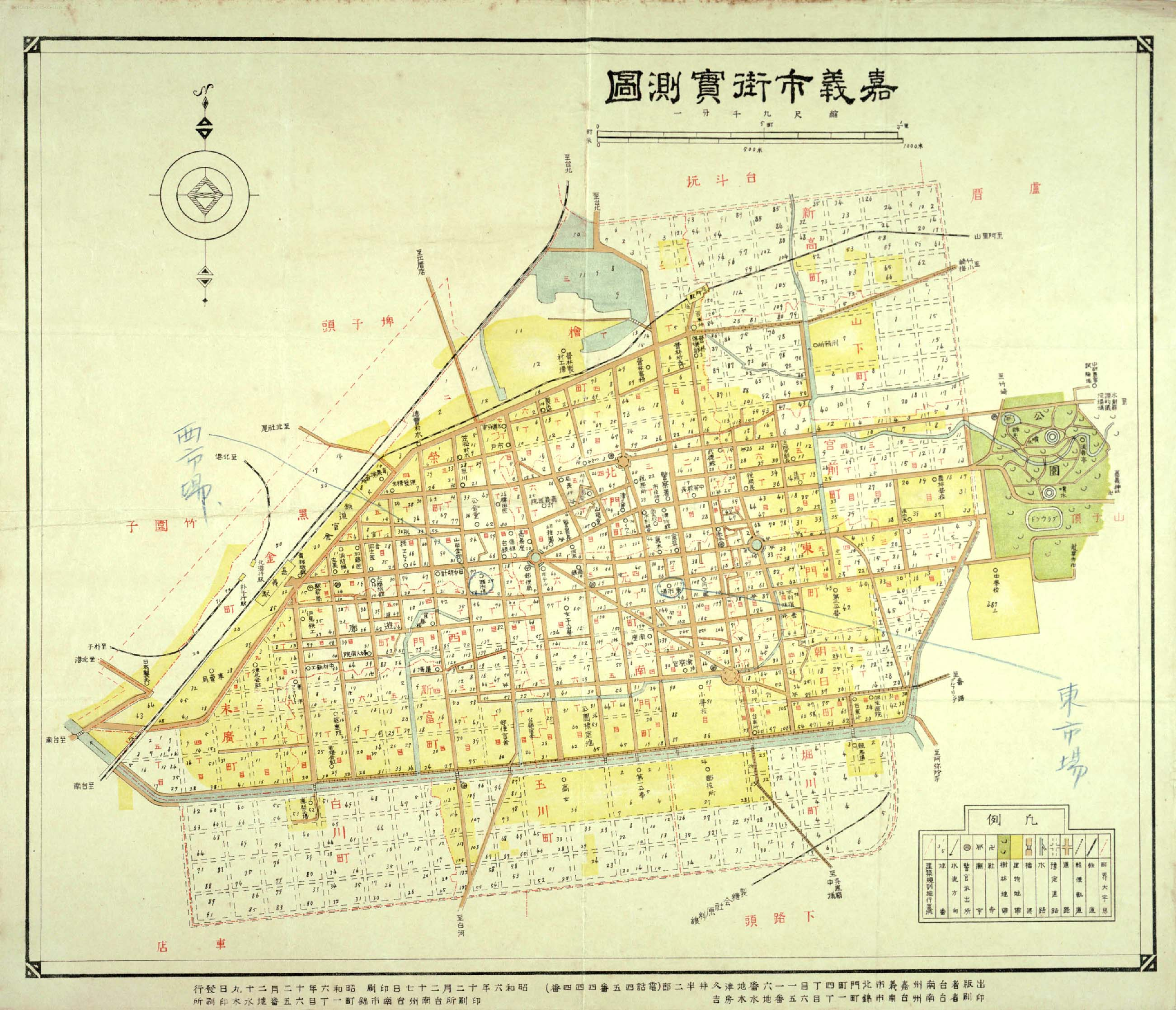
1931年嘉義市街圖

東門町是台南州嘉義市於台灣日治時代1930年至1945年之行政區，分為8個丁目，位在嘉義市區東側，大致為現今公明路、啟明路、延平街、文昌街之間的地區，為地籍東門段一至八小段之範圍。

## 町內設施
- 四丁目：東門公學校（今華南高商）
- 六丁目：嘉義鄰保館[1]